# Virgil Donati

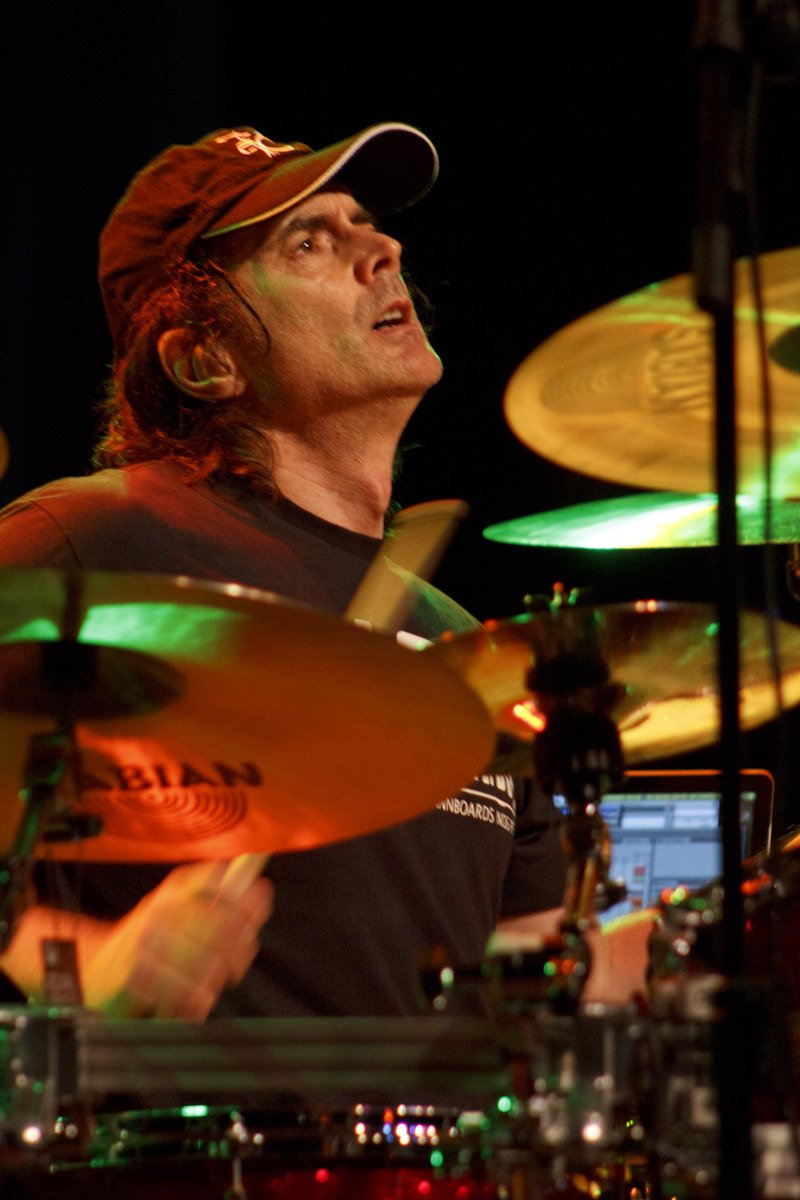
Virgil Donati, 2011

Virgil Donati (* 22. Oktober 1958 in Melbourne, Australien) ist ein australischer Schlagzeuger und Mitglied der Progressive-Fusion-Band Planet X. Weiterhin ist er in vielen Nebenprojekten tätig. 
Bekannt wurde Donati durch seine überragende Technik beim Spielen der Bassdrum. Er spielt Rudimente auf der Bassdrum wie Single- oder Doublestrokes, Ghostnotes, Flams und das bei sehr hohen Geschwindigkeiten. Dazu soliert er oft mit seinen Händen. Er ist darüber hinaus sehr gewandt in ungeraden Rhythmen (7/4, 21/16 etc.)
Unter den Bands und Künstlern, mit denen Virgil Donati gespielt hat, sind unter anderem Planet X, Soul Sirkus, Freakhouse, Steve Vai, Southern Sons, Randy Bernsen, Steve Walsh und Panzerballett zusammen mit der NDR Bigband.

## Leben
Sein erstes Schlagzeug erhielt er im Alter von drei Jahren. Er fing sofort an, mit der Showband seines Vaters zu spielen und tat dies, bis er sechs Jahre alt war. Mit sieben begann er Schlagzeugunterricht zu nehmen, zuerst bei Brian Czempinski, später bei Graham Morgan, einer australischen Schlagzeuglegende. 
Mit 15 schloss er sich seiner ersten Rockband an. Es war die Gruppe „Cloud Nine“, die später „Taste“ heißen sollte. Mit 16 verließ Donati die Schule und konzentrierte sich hauptsächlich auf das Trommelspielen, lernte aber auch Piano. Täglich übte er sehr hart. Die meiste Zeit verbrachte er dabei in den Vereinigten Staaten und spielte dort in sechs Bands. 
Er hörte die Schallplatten seines Vaters und wurde so schnell Fan der Jazztrommler Louie Bellson und Buddy Rich, deren Songs er versuchte nachzuspielen. 
Der erste Rockschlagzeuger, der Donati beeinflussen sollte, war Ian Paice von Deep Purple. Er lernte sehr viele unterschiedliche Stile zu spielen, so dass er mit jeder musikalischen Aufgabe, die ihm gestellt wurde, fertigwerden konnte. 
Mit 19 reiste er wieder zurück in die USA und lernte an einigen Schulen. Dabei lernte er auch von Murry Spivak. Zwei Jahre später kehrte er nach Australien zurück. Dort spielte er mit Alan Zavod, Brian Brown, Peter Cupples. Er war ein begehrter und vielbeschäftigter Schlagzeuger geworden. 
Seine eigene Band „The State“ wurde in „Southern Sons“ umbenannt und verhalf Donati mit der Hitsingle „Heart In Danger“ zu erster internationaler Bekanntheit. Der große Durchbruch kam 1995 mit Virgils Soloalbum „Stretch“. In den folgenden Jahren stieg seine Anerkennung weltweit. 
2004 wurde Donati vom Fachblatt Modern Drummer zum Nr. 1 clinician gewählt. Seine eigene Band, Planet X (zusammen mit Keyboarder Derek Sherinian), war in den 2000er Jahren maßgebend im Bereich des instrumentalen Progressive Rocks. Sie haben drei Studioalben herausgebracht, „Universe“ (2000), „Moonbabies“ (2002) und „Quantum“ (2007), sowie ein Live-Album mit dem Titel „Live From Oz“ (2001).
Als einer von sieben Schlagzeugern wurde er im Oktober 2010 von der Band Dream Theater zum Vorspielen geladen, um einen Nachfolger für Mike Portnoy zu finden, der die Band im September 2010 verlassen hat. Auf der Bonus-DVD der 2011 veröffentlichten A Dramatic Turn of Events ist der Film über die Proben und Vorspielen enthalten.
Auf seinem Forum diskutieren über 5.000 Schlagzeuger aus der ganzen Welt über ihr Metier.